# Authenticité
Cet article possède un paronyme, voir Authentique.
Pour la campagne linguistique tchadienne, voir Authenticité (Tchad).
L'authenticité est la qualité de ce qui est authentique, vrai, pur.
En philosophie, c'est une vertu par laquelle un individu exprime avec sincérité et engagement ce qu'il est profondément.
Dans un contexte juridique, archéologique, de production artistique ou alimentaire, l'authenticité d'un acte, d'un objet, d'une œuvre, d'un produit, provient de la certitude sur l'origine qui leur est attribuée, concernant l'auteur, le lieu, l'époque, la méthode de fabrication, etc.

## Étymologie
Étymologiquement, authenticité provient du latin « authenticus » qui provient lui-même du grec ancien « authentikós » qui correspond à : se détermine par sa propre autorité.

## Philosophie
L'authenticité est considérée depuis l'Antiquité comme une vertu par les philosophes. Au cours du XXe siècle, elle est reprise par les philosophes existentialistes tels que Martin Heidegger et Jean-Paul Sartre.
Pour Sartre, l'authenticité dépasse la simple sincérité et lui est moralement supérieure. Selon Gerhard Seel, « l'exigence d'authenticité représente le premier précepte de la morale sartrienne. Mais en quoi cette attitude consiste-t-elle ? Être authentique, c'est accepter consciemment, prendre sur soi et supporter le paradoxe de l'existence humaine et de notre échec ». Dans Cahiers pour une morale, Sartre écrit qu'il s'agit d'une « saisie thématique de la liberté, de la gratuité, de l'injustifiabilité ».
Selon Charles Taylor, l'idéal d'authenticité d'un individu suppose que s'exprime, au-delà de tout conformisme social, sa « vérité intérieure », à laquelle il doit être fidèle.
L'authenticité est, d'après Oscar Brenifier, « liée au courage, à la ténacité, à la volonté, en opposition à la velléité et la complaisance de l'opinion. Elle relève de l'affirmation de l'individu face à l'altérité, au tout, à l'opacité de l'être, dans son heurt avec les obstacles et l'adversité. Elle est sans doute une des formes premières de la vérité, que nous nommerions vérité singulière, ou vérité de l'être. C'est l'être tout entier, sous sa forme singulière, qui en est le vecteur et le substrat, et non pas quelque simple discours ».
André Comte-Sponville considère que l'authenticité est une vertu « confortable » en ce sens qu'elle peut être utilisée comme une excuse à nos faiblesses et notre tempérament, sous prétexte qu'elles sont constitutives de notre personnalité : « Je suis ce que je suis : est-ce ma faute à moi si je ne peux être quelqu'un d'autre ? ».

## Arts
L'authenticité est, en matière d'œuvre d'art, une notion dont la prise en compte est assez récente. Selon Stéphanie Lequette-de Kervenoaël :
« Ce n'est qu'à partir de la Renaissance et surtout du XIXe siècle, avec la conception romantique de l'artiste, être exceptionnel et inspiré, que l'authenticité est devenue la qualité essentielle des œuvres d'art ».
Un certificat d'authenticité permet de garantir l'attribution d'une œuvre à un artiste.
Selon Nathalie Heinich : « La question de l'authenticité est déterminante en art : la singularité, constitutive de la valeur artistique à l'époque moderne, ne peut se soutenir sans une épreuve d'authenticité. Mais cette épreuve ne porte pas seulement sur les objets, par le contrôle de leur origine : elle porte aussi sur les personnes des artistes, à travers l'interprétation de leurs propriétés et de leurs intentions. Cette remontée de l'épreuve, de l'œuvre à la personne, est d'autant plus probable qu'il y a crise des valeurs artistiques, comme dans l'art moderne et, surtout, contemporain ».
Dans les domaines notamment de l'architecture et de la sculpture, la question se pose quant à la qualité et la portée des restaurations par rapport à ce que l'on présume de l'œuvre originale.

## Archéologie
Selon Laurent Olivier, conservateur au musée d'archéologie nationale : « Au moins jusqu'aux années 1950, à partir desquelles se généralisent les fouilles stratigraphiques, les archéologues sont dépourvus des moyens de contrôler l'authenticité archéologique des trouvailles auxquelles ils sont confrontés ».
La réflexion sur la question de l’authenticité des preuves en paléoanthropologie et en archéologie préhistorique peut être éclairée par l’étude de la question de la fraude archéologique, particulièrement présente dans ces disciplines.
Selon un article de La Dépêche du Midi : « De la « mâchoire de Moulin-Quignon (en) », déterrée en 1863, à la supercherie de l'homme de Piltdown, qui trompa, plus de quarante ans durant, une partie de la communauté scientifique, les faux sont particulièrement présents, depuis le milieu du XIXe siècle et aujourd'hui encore. L'étude de l'acceptation de ces faux, des débats et des procès auxquels ils ont donné lieu, et de leur dénonciation, offre un formidable éclairage sur les questionnements qui parcourent [l'archéologie]. […] Mais la fabrication des faux peut aussi être - en tant que pratique visant à retrouver les gestes et les procédés de fabrication - une voie d'accès à la connaissance du passé de l'homme et de ses cultures et par la même, la voie de l'authenticité ».

## Droit et diplomatique
Selon Marie Demoulin, chercheuse, et Sébastien Soyez, archiviste : « L’authenticité est une notion fréquemment utilisée en droit et en archivistique, et plus précisément en diplomatique. Il convient de distinguer l’authenticité conférée a priori à des écrits spécifiques et l’authenticité vérifiée a posteriori sur tout type de document. Dans les pays de tradition civiliste, l’authenticité en droit est une qualité spéciale conférée a priori à certains types d’actes juridiques, appelés actes authentiques. […] « Dans chaque État, cette qualité est conférée par le Pouvoir qui l’institutionnalise et l’organise à son gré en fonction de son système juridique » ». À titre d’exemple, sont des actes authentiques les actes notariés, les exploits d’huissier, les jugements ou encore les actes de l’état civil. […] [A posteriori], la recherche de l’authenticité renvoie, en archivistique, à la notion de diplomatique. La diplomatique est une science auxiliaire à l’archivistique et à l’histoire. Elle étudie les actes écrits en eux-mêmes et, par extension, tous les documents d’archives, d’après leur forme, leur genèse et leur tradition, et en établit la typologie.
En droit français, l'authenticité est le caractère d'un acte authentique dressé par un officier public ou ministériel. La notion d’authenticité n’a pas de définition générale mais est abordée de façon parcellaire par des textes réglementaires, des pratiques professionnelles et la jurisprudence. La loi ne désigne pas l'authenticité par un substantif mais toujours sous la forme d'un adjectif : « on ne connaît pas l'authenticité, mais seulement l'acte authentique ».

## Produits alimentaires
La mention de l’origine et la référence au terroir de production d’un produit alimentaire sont utilisées aujourd'hui pour garantir son authenticité au consommateur. Ainsi, labels, indications de provenance et appellations d’origine contrôlée sont devenus des moyens de démonstration de la qualité, mais aussi des arguments de vente. Mais on peut se demander d'une part si l’authenticité d'un produit est toujours garantie par son origine, d'autre part si le lien entre provenance et qualité est toujours pertinent.
Une étude de LSA de 2012 montre que « les lancements [de produits] contenant le terme « authentic » sont en progression régulière, passant de 200 en 2008 à près de 1 200 en 2011, sans que l'on sache vraiment ce qui se cache derrière cette revendication ».
Il existe des contrôles d'authenticité vérifiant qu'un produit correspond à son descriptif et permettant de détecter des dilutions ou la substitution de certains ingrédients par d'autres, de moindre valeur. 

### Philosophie
- Lionel Trilling, Sincérité et authenticité, Grasset, 1994« Les révoltes étudiantes des années soixante ne furent pas marquées par la seule conviction que "tout est politique". Au-delà des utopies messianiques, qui occupèrent le devant de la scène, de nouvelles aspirations éthiques se firent jour, qui avaient pour principal motif le thème de "l'authenticité". Partout s'affichait le "souci de soi", la volonté d'être enfin réconcilié avec le corps, avec l'intimité de son psychisme, de vivre en harmonie avec la nature, d'en finir avec l'aliénation du Moi dans des formes de vie extérieures aux individus. La vague, ici désignée sous le nom d'éthique de l'authenticité, fut et reste sans doute encore, d'une portée considérable[21]. »
- Yvan Salzmann, Sartre et l'authenticité : vers une éthique de la bienveillance réciproque, Labor et Fides, 2000

### Arts
- Stéphanie Lequette-de Kervenoaël, L'authenticité des œuvres d'art, L.G.D.J, 2006, 680 p.
- Charlotte Guichard (dir.), De l’authenticité : une histoire des valeurs de l’art (XVIe – XXe siècle), Paris, Publications de la Sorbonne, 2014
- Rolande Bonnain-Dulon, « « Authenticité » et faux dans les arts premiers », dans Fraude, contrefaçon et contrebande, de l'Antiquité à nos jours, Librairie Droz, 2006 (lire en ligne), p. 183-196
- Françoise Lauwaert, « « À l’identique ». Quelques remarques sur la notion d'authenticité en art chinois », CeROArt,‎ 2013 (lire en ligne)
- Nathalie Heinich, « Art contemporain et fabrication de l’inauthentique », Terrain, no 33,‎ 1999, p. 5-16 (lire en ligne)

### Archéologie
- Marc-Antoine Kaeser (dir.), L'âge du Faux : L'authenticité en archéologie, Laténium, 2013
- Claudine Cohen, « Faux et authenticité en préhistoire », Terrain, no 33,‎ 1999, p. 31-40 (lire en ligne)

### Droit
- Laurent Aynès, L'authenticité : Droit, histoire, philosophie, La documentation française, 2014
- Sophie Vigneron, « L’authenticité d’une œuvre d’art. Comparaison franco-anglaise », Revue internationale de droit comparé, Persée, vol. 56, no 3,‎ 2004, p. 625-654 (lire en ligne)
- Marie Demoulin et Sébastien Soyez, « L’authenticité, de l’original papier à la copie numérique : Les enjeux juridiques et archivistiques de la numérisation », Actes de la conférence The Memory of the World in the Digital Age : Digitization and Preservation,‎ 2012 (lire en ligne [PDF])

### Alimentation
- Rolande Bonnain-Dulon et Aline Brochot, « De l’authenticité des produits alimentaires », Ruralia, no 14,‎ 2004 (lire en ligne)